# 明智平ロープウェイ
明智平ロープウェイ（あけちだいらロープウェイ）は、栃木県日光市にあるロープウェイ（索道）である。東武鉄道グループの日光交通が運行している。
明智平駅と展望台駅を結ぶ路線で、展望台駅からは華厳滝や中禅寺湖、男体山を望むことができる。かつては日光駅・東武日光駅から路面電車（東武日光軌道線）とケーブルカー（東武日光鋼索鉄道線）で明智平まで乗り継ぐことができたが、道路整備などの理由で1968年に路面電車、1970年にケーブルカーが廃止された結果、このロープウェイのみが残される形となった。
車体デザインは、赤色を主体とし、白色ラインを引いたものとなっていたが、2024年現在、東武N100系電車（スペーシアX）プロモーションデザインに塗り替えられている。
かつては明智平駅の駅舎に大規模なレストハウス（ケーブルカーの駅舎跡でもある）「明智平パノラマレストハウス」が併設され、ドライブインの機能を有していたが、後述の通り営業を終了・解体された。2019年現在は、駅舎内で小規模な売店機能があるほか、ホットスナック・飲料類のテイクアウト店とトイレを併設した小規模な新棟が設置されている。また、駅舎と新棟の間は、更地のままになっており、日光市街やケーブルカーの線路跡を眺められる展望スペースとなっている。

## 路線データ
- 全長：0.3km
- 高低差：86m
- 最急勾配：30°
- 最高速度：9km/h
- 走行方式：交走式
- 定員：16人
- 運転時分：3分
- 駅数：2駅

## 歴史
- 1933年11月3日 日光登山鉄道により開業。
- 1943年 不要不急線として撤去・営業休止。同時に日光登山鉄道による運営は終了。
- 1950年10月5日 東武鉄道により営業再開。不要不急線として撤去されたロープウェイでは唯一再開した。
- 1985年4月1日 日光交通へ営業譲渡（不動産所有等は東武鉄道が維持）
- 2016年4月1日 建物老朽化のため、明智平パノラマレストハウスの食堂営業を休止。レストハウスの売店とロープウェイは営業継続[2]。
- 2017年11月 - 2018年1月 明智平パノラマレストハウスを解体[3]。
- 2018年8月15日 - 明智平パノラマレストハウス跡地に展望スペースがオープン[1]
- 2021年
  - 7月1日 - 駐車場有料化（ロープウェイ利用者には無料化措置あり）[4]
  - 10月29日 - 支索が脱索し、非常停止するトラブルが発生。上下2台に乗客23人が取り残されたが、約40分後に仮復旧し全員無事に救助された[5][6]。以降、点検の為、営業休止（運休）となる。
  - 11月20日 - 営業再開[7]
- 2025年5月15日 - 東武鉄道と台北大衆捷運股份有限公司の観光旅行事業協力の一環で、同じ東武グループの蔵王ロープウェイ、台湾の猫空ロープウェイの三者間で相互交流・連携に関する友好協定を締結[8]。

## 駅

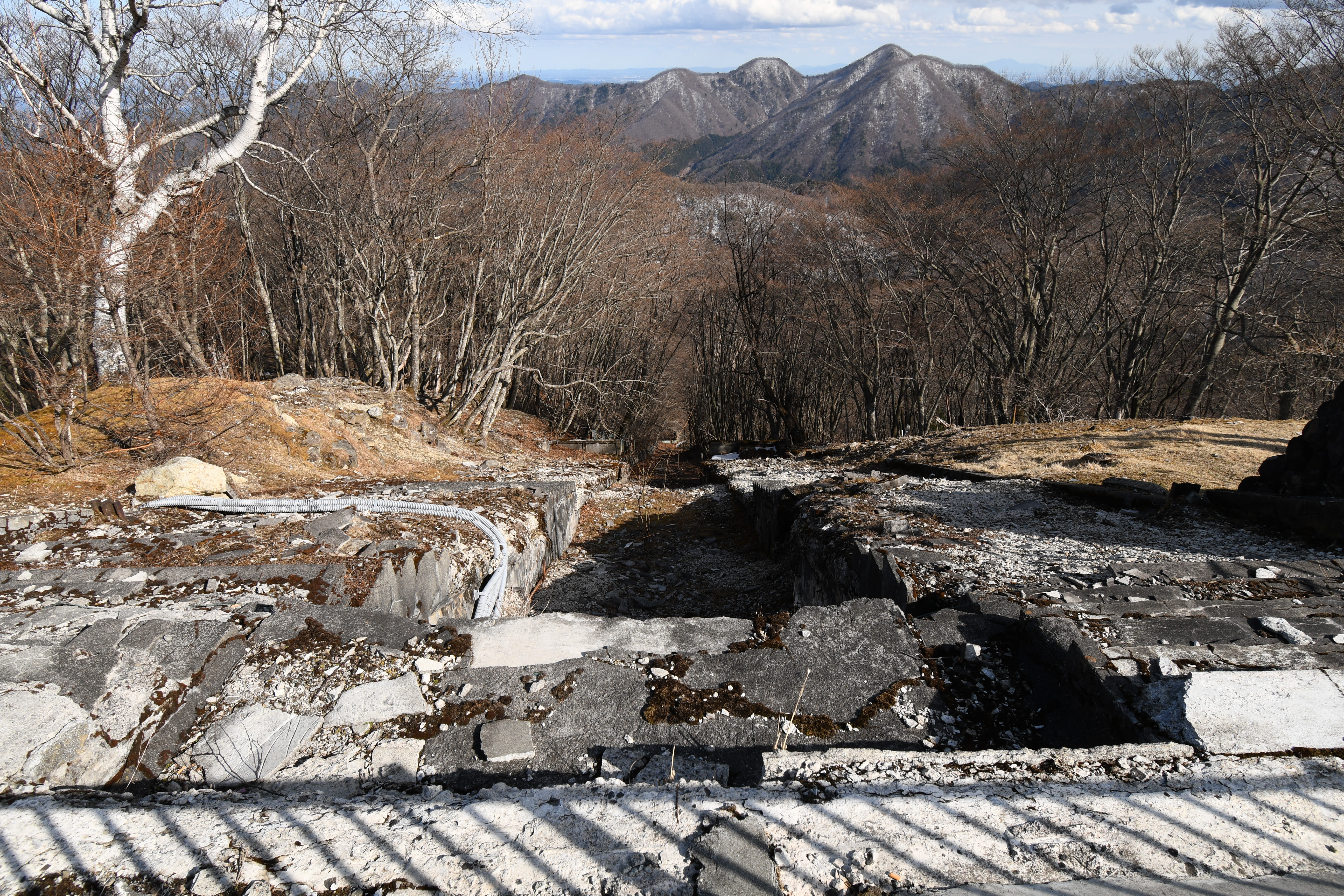
東武日光鋼索鉄道線 明智平駅跡

明智平駅（北緯36度44分13.8秒 東経139度31分3.8秒 / 北緯36.737167度 東経139.517722度）
日光市細尾町深沢に位置し、付近を第二いろは坂（中禅寺湖畔方面への山登り専用）が通過する。1932年から1970年にかけては東武日光鋼索鉄道線（ケーブルカー）も発着していた。乗り場は地下階に設置されている。駅舎はかつては明智平パノラマレストハウスと一体化していた。
展望台駅（北緯36度44分14.4秒 東経139度30分51.4秒 / 北緯36.737333度 東経139.514278度）
栃木県日光市細尾町に位置する。駅舎は2階建てで、2階が展望台となっている。展望台近くから茶ノ木平へのハイキングコースが整備されているが、冬季は閉鎖される。

## アクセス
日光駅・日光道清滝IC方面より、第二いろは坂を経由し、明智平駅へアクセスできる。第二いろは坂は日光駅方面→中禅寺湖方面の一方通行であるため、中禅寺湖側から行く場合は第一いろは坂を下ってから折返し第二いろは坂を登る必要がある。
かつては、中禅寺湖方面から明智平駅までの第二いろは坂は対面通行となっており、中禅寺湖側からの直接のアクセスが可能だったが、渋滞対策の為2019年10月より同区間は一方通行化された。
なお、明智平駅の駐車場は無料開放されていたが、2021年7月1日より二輪車を除き有料化された。ただしロープウェイ利用者には無料券が配布される。道路の反対側の県営駐車場は完全無料のままとなっている。
東武バス日光
明智平駅付近への路線バスを運行している。日光駅・東武日光駅より中禅寺温泉行き（C系統・EX系統）・湯元温泉行き（Y系統・YK系統）で「明智平」下車（県営駐車場側に停車）。前述の通り通行する道路の関係上、日光駅発のみ経由し、日光駅行きは経由しない。

## 明智平ロープウェイからハイキング
明智平ロープウェイに乗った後、急坂を登り、そこから半月山・中禅寺湖へ達するハイキング・コースが設定されている。